# Skorpions Varese 1984
Questa voce raccoglie le informazioni riguardanti gli Skorpions Varese nelle competizioni ufficiali della stagione 1984.

## Roster
| Roster degli Skorpions Varese (1984) |
| --- |
| Quarterback - 14 Attilio Giordano Running Back - 24 Giorgio Colombo - 32 Dario Magoga - 33 Antonio Lazzarelli - -- ? Valente Wide Receiver - 82 Sergio Angelini WR/CB ok - 88 Federico Turchi WR/QB/RB Tight End - 44 Giorgio Nardi TE/RB - 80 Fulvio Rusconi TE/K - 84 Andrea Marelli TE/WR Offensive Linemen Defensive Linemen - 22 Mauro Bellintani DE/LB - 43 Giuseppe Russo DE/RB - 63 Roberto Galbiati DT Linebacker - 42 Maurizio Bilati - 59 Benito Russo LB/K Defensive Back - 12 Marco Tabarelli CB/QB - 54 Stefano Bragato SS Special Team Coaching staff - Attilio Giordano |

## Serie B AIFA 1984

### Regular season

#### Andata
| Varese 15 settembre 1984 1ª giornata | Skorpions Varese | 38 – 12                                             | Seahawks Bellusco | Campo Vivirolo, via Vivirolo |
| \| \| \| \| \| Lazzarelli Q1 (TD) run Lazzarelli Q2 (TD) run Rusconi Q2 (tpc) pass Nardi Q2 (TD) run Nardi Q3 (TD) run Lazzarelli Q3 (tpc) run Bellintani Q3 (saf) Lazzarelli Q4 (TD) 65yd run Nardi Q4 (tpc) run \| Marcatori \| Graziani Q3 (TD) 1yd run Rigamonti Q4 (TD) 19yd run \| |                  |                                                     |                   |                              |
| |                  |                                                     |                   |                              |
| Lazzarelli Q1 (TD) run Lazzarelli Q2 (TD) run Rusconi Q2 (tpc) pass Nardi Q2 (TD) run Nardi Q3 (TD) run Lazzarelli Q3 (tpc) run Bellintani Q3 (saf) Lazzarelli Q4 (TD) 65yd run Nardi Q4 (tpc) run                                                                                       | Marcatori        | Graziani Q3 (TD) 1yd run Rigamonti Q4 (TD) 19yd run |                   |                              |

| Vezia 22 settembre 1984 2ª giornata | Lugano Seagulls | 0 – 71 | Skorpions Varese | Campo Villa Negroni |
| \| \| \| \| \| \| Marcatori \| Rusconi Q1 (TD) Giordano Q1 (TD) run Lazzarelli Q2 (TD) run Nardi Q2 (TD) run Russo Q2 (tpc) rush Angelini Q2 (TD) pass Magoga Q2 (TD) run Giordano Q3 (TD) run Angelini Q3 (TD) 25yd pass Rusconi Q3 (tpc) pass Magoga Q3 (TD) run Russo Q3 (pat) Colombo Q4 (TD) Colombo Q4 (TD) \| |                 | |                  |                     |
| |                 | |                  |                     |
| | Marcatori       | Rusconi Q1 (TD) Giordano Q1 (TD) run Lazzarelli Q2 (TD) run Nardi Q2 (TD) run Russo Q2 (tpc) rush Angelini Q2 (TD) pass Magoga Q2 (TD) run Giordano Q3 (TD) run Angelini Q3 (TD) 25yd pass Rusconi Q3 (tpc) pass Magoga Q3 (TD) run Russo Q3 (pat) Colombo Q4 (TD) Colombo Q4 (TD) |                  |                     |

| Varese 29 settembre 1984 3ª giornata | Skorpions Varese | 52 – 0 | Maddogs Milano | Campo Vivirolo, via Vivirolo |
| \| \| \| \| \| Russo Q1 (TD) run Nardi Q2 (tpc) rush Nardi Q2 (TD) run Russo Q2 (tpc) rush Russo Q2 (TD) run Giordano Q2 (tpc) rush Giordano Q2 (TD) run Lazzarelli Q3 (TD) run Rusconi Q3 (tpc) pass Turchi Q3 (TD) run Nardi Q4 (TD) run Tabarelli Q4 (tpc) \| Marcatori \| \| |                  |        |                |                              |
| |                  |        |                |                              |
| Russo Q1 (TD) run Nardi Q2 (tpc) rush Nardi Q2 (TD) run Russo Q2 (tpc) rush Russo Q2 (TD) run Giordano Q2 (tpc) rush Giordano Q2 (TD) run Lazzarelli Q3 (TD) run Rusconi Q3 (tpc) pass Turchi Q3 (TD) run Nardi Q4 (TD) run Tabarelli Q4 (tpc)                                   | Marcatori        |        |                |                              |

| Bollate 6 ottobre 1984 4ª giornata | Sergio Tacchini Vikings Bollate | 6 – 24 | Skorpions Varese |  |
| \| \| \| \| \| Tacchini Q4 (TD) pass da Bynum \| Marcatori \| Rusconi Q2 (TD) 20yd pass da Giordano Angelini Q2 (TD) punt return Giordano Q2 (tpc) rush Giordano Q4 (TD) run Giordano Q4 (tpc) rush team Q4 (saf) automatico \| |                                 | |                  |  |
| |                                 | |                  |  |
| Tacchini Q4 (TD) pass da Bynum | Marcatori                       | Rusconi Q2 (TD) 20yd pass da Giordano Angelini Q2 (TD) punt return Giordano Q2 (tpc) rush Giordano Q4 (TD) run Giordano Q4 (tpc) rush team Q4 (saf) automatico |                  |  |

| Cremona 14 ottobre 1984 5ª giornata | Steel Tigers Cremona | 7 – 36 | Skorpions Varese |  |
| \| \| \| \| \| Orfeo Q4 (TD) run Bernardini Q4 (pat) \| Marcatori \| Russo Q1 (TD) Magoga Q1 (TD) run Nardi Q1 (tpc) team Q2 (TD) endzone fumble recover Colombo Q2 (tpc) Tabarelli Q3 (TD) run Nardi Q3 (tpc) run Giordano Q4 (TD) run \| |                      | |                  |  |
| |                      | |                  |  |
| Orfeo Q4 (TD) run Bernardini Q4 (pat) | Marcatori            | Russo Q1 (TD) Magoga Q1 (TD) run Nardi Q1 (tpc) team Q2 (TD) endzone fumble recover Colombo Q2 (tpc) Tabarelli Q3 (TD) run Nardi Q3 (tpc) run Giordano Q4 (TD) run |                  |  |

#### Ritorno
| Bellusco 27 ottobre 1984 6ª giornata | Seahawks Bellusco | 0 – 42 | Skorpions Varese | Campo Comunale |
| \| \| \| \| \| \| Marcatori \| Rusconi Q1 (TD) pass Rusconi Q2 (TD) pass Rusconi Q2 (tpc) pass Lazzarelli Q3 (TD) interception return Russo Q4 (TD) Nardi Q4 (tpc) Turchi Q4 (TD) Nardi Q4 (tpc) Nardi Q4 (TD) \| |                   | |                  |                |
| |                   | |                  |                |
| | Marcatori         | Rusconi Q1 (TD) pass Rusconi Q2 (TD) pass Rusconi Q2 (tpc) pass Lazzarelli Q3 (TD) interception return Russo Q4 (TD) Nardi Q4 (tpc) Turchi Q4 (TD) Nardi Q4 (tpc) Nardi Q4 (TD) |                  |                |

| Varese 3 novembre 1984 7ª giornata | Skorpions Varese | 36 – 0 | Seagulls Lugano | Campo Vivirolo, via Vivirolo |
| \| \| \| \| \| Russo Q1 (TD) punt return Magoga Q2 (TD) run Angelini Q2 (TD) 38yd pass da Giordano Valente Q2 (tpc) Angelini Q4 (TD) 21yd pass da Giordano Nardi Q4 (tpc) Angelini Q4 (TD) 34yd pass da Giordano Giordano Q4 (tpc) rush \| Marcatori \| \| |                  |        |                 |                              |
| |                  |        |                 |                              |
| Russo Q1 (TD) punt return Magoga Q2 (TD) run Angelini Q2 (TD) 38yd pass da Giordano Valente Q2 (tpc) Angelini Q4 (TD) 21yd pass da Giordano Nardi Q4 (tpc) Angelini Q4 (TD) 34yd pass da Giordano Giordano Q4 (tpc) rush                                   | Marcatori        |        |                 |                              |

| Milano 10 novembre 1984 8ª giornata | Maddogs Milano | 0 – 34 | Skorpions Varese | Campo Dindelli |
| \| \| \| \| \| \| Marcatori \| Giordano Q1 (TD) Giordano Q1 (TD) Angelini Q2 (TD) pass da Giordano Giordano Q2 (tpc) rush Angelini Q3 (TD) Colombo Q3 (tpc) Russo Q4 (TD) \| |                | |                  |                |
| |                | |                  |                |
| | Marcatori      | Giordano Q1 (TD) Giordano Q1 (TD) Angelini Q2 (TD) pass da Giordano Giordano Q2 (tpc) rush Angelini Q3 (TD) Colombo Q3 (tpc) Russo Q4 (TD) |                  |                |

| Varese 17 novembre 1984 9ª giornata | Skorpions Varese | 52 – 0 | Sergio Tacchini Vikings Bollate | Campo Vivirolo, via Vivirolo |
| \| \| \| \| \| Giordano Q1 (TD) run Angelini Q1 (tpc) Angelini Q1 (TD) pass da Giordano Angelini Q1 (tpc) Valente Q1 (TD) run Angelini Q1 (TD) pass da Giordano Magoga Q1 (tpc) Angelini Q2 (TD) Angelini Q2 (tpc) Angelini Q3 (TD) Colombo Q1 (tpc) Valente Q4 (TD) \| Marcatori \| \| |                  |        |                                 |                              |
| |                  |        |                                 |                              |
| Giordano Q1 (TD) run Angelini Q1 (tpc) Angelini Q1 (TD) pass da Giordano Angelini Q1 (tpc) Valente Q1 (TD) run Angelini Q1 (TD) pass da Giordano Magoga Q1 (tpc) Angelini Q2 (TD) Angelini Q2 (tpc) Angelini Q3 (TD) Colombo Q1 (tpc) Valente Q4 (TD)                                   | Marcatori        |        |                                 |                              |

| Varese 24 novembre 1984 10ª giornata | Skorpions Varese | 60 – 6         | Steel Tigers Cremona | Campo Vivirolo, via Vivirolo |
| \| \| \| \| \| Magoga Q1 (TD) Galbiati Q1 (saf) Magoga Q1 (TD) Giordano Q1 (tpc) rush Colombo Q2 (TD) Tabarelli Q2 (TD) Colombo Q2 (tpc) Colombo Q2 (TD) Turchi Q2 (tpc) Bilato Q2 (saf) Angelini Q3 (TD) team Q3 (saf) automatico Bragato Q3 (TD) interception return Bragato Q4 (TD) interception return \| Marcatori \| Zanini Q3 (TD) \| |                  |                |                      |                              |
| |                  |                |                      |                              |
| Magoga Q1 (TD) Galbiati Q1 (saf) Magoga Q1 (TD) Giordano Q1 (tpc) rush Colombo Q2 (TD) Tabarelli Q2 (TD) Colombo Q2 (tpc) Colombo Q2 (TD) Turchi Q2 (tpc) Bilato Q2 (saf) Angelini Q3 (TD) team Q3 (saf) automatico Bragato Q3 (TD) interception return Bragato Q4 (TD) interception return                                                  | Marcatori        | Zanini Q3 (TD) |                      |                              |

## Statistiche di squadra
| Competizione | %Vittorie | In casa | In casa | In casa | In casa | In casa | In casa | In trasferta | In trasferta | In trasferta | In trasferta | In trasferta | In trasferta | Totale | Totale | Totale | Totale | Totale | Totale |
| Competizione | %Vittorie | G       | V       | N       | P       | Pf      | Ps      | G            | V            | N            | P            | Pf           | Ps           | G      | V      | N      | P      | Pf     | Ps     |
| ------------ | --------- | ------- | ------- | ------- | ------- | ------- | ------- | ------------ | ------------ | ------------ | ------------ | ------------ | ------------ | ------ | ------ | ------ | ------ | ------ | ------ |
| Campionato   | 1.000     | 5       | 5       | 0       | 0       | 238     | 18      | 5            | 5            | 0            | 0            | 207          | 13           | 10     | 10     | 0      | 0      | 445    | 31     |
| Totale       | 1.000     | 5       | 5       | 0       | 0       | 238     | 18      | 5            | 5            | 0            | 0            | 207          | 13           | 10     | 10     | 0      | 0      | 445    | 31     |